# Masakra w lesie Rainiai
Masakra w lesie Rainiai – masowy mord dokonany przez funkcjonariuszy NKWD i żołnierzy Armii Czerwonej 25 czerwca 1941 roku w lesie Rainiai nieopodal Telszy. Jego ofiarą padło 76 osób, w zdecydowanej większości Litwinów, których przywieziono z więzienia w Telszach. Była to jedna z wielu tzw. masakr więziennych, dokonanych przez sowieckie służby bezpieczeństwa po rozpoczęciu niemieckiej inwazji na ZSRR.

## Geneza
22 czerwca 1941 roku nazistowskie Niemcy dokonały inwazji na Związek Radziecki. Pierwsze tygodnie wojny miały bardzo pomyślny przebieg dla strony niemieckiej. Dywizjom Wehrmachtu udało się bowiem rozbić wojska nadgranicznych okręgów wojskowych ZSRR, a następnie wedrzeć się w głąb sowieckiego terytorium. Dużym powodzeniem uwieńczone zostało między innymi niemieckie natarcie na północnym odcinku frontu. Oddziały sowieckiego Frontu Północno-Zachodniego zostały tam w krótkim czasie rozgromione i wyparte za Dźwinę.
Początkowo, w myśl opracowanych jeszcze przed wojną planów, NKWD zamierzało wywieźć w głąb kraju wszystkich więźniów przetrzymywanych w strefie działań wojennych. Wkrótce po rozpoczęciu niemieckiej inwazji zastępca ludowego komisarza spraw wewnętrznych ZSRR Wasilij Czernyszow zatwierdził plany ewakuacji więzień w zachodnich republikach ZSRR. Spośród 5,9 tys. więźniów przetrzymywanych na terenie Litewskiej SRR planowano wywieźć na wschód 4 tys. osób.
Brak odpowiedniej liczby wagonów kolejowych, chaos pierwszych dni wojny i szybkie postępy wojsk niemieckich uczyniły ewakuację więźniów niewykonalną. Władze sowieckie były jednak zdecydowane nie dopuścić, aby „wrogowie ludu” zostali uwolnieni przez Niemców. 24 czerwca 1941 ludowy komisarz spraw wewnętrznych Ławrientij Beria skierował tajny telegram do obwodowych urzędów NKGB, zawierający rozkaz rozstrzelania wszystkich więźniów politycznych przetrzymywanych w zachodnich obwodach ZSRR, których ewakuacja w głąb kraju była niemożliwa.
Terytorium Litewskiej SRR bardzo szybko zostało opanowane przez wojska niemieckie. Niemniej litewscy historycy szacują, że między 22 a 28 czerwca 1941 roku sowieccy okupanci zdążyli zamordować blisko tysiąc więźniów i osób cywilnych.

## Przebieg masakry

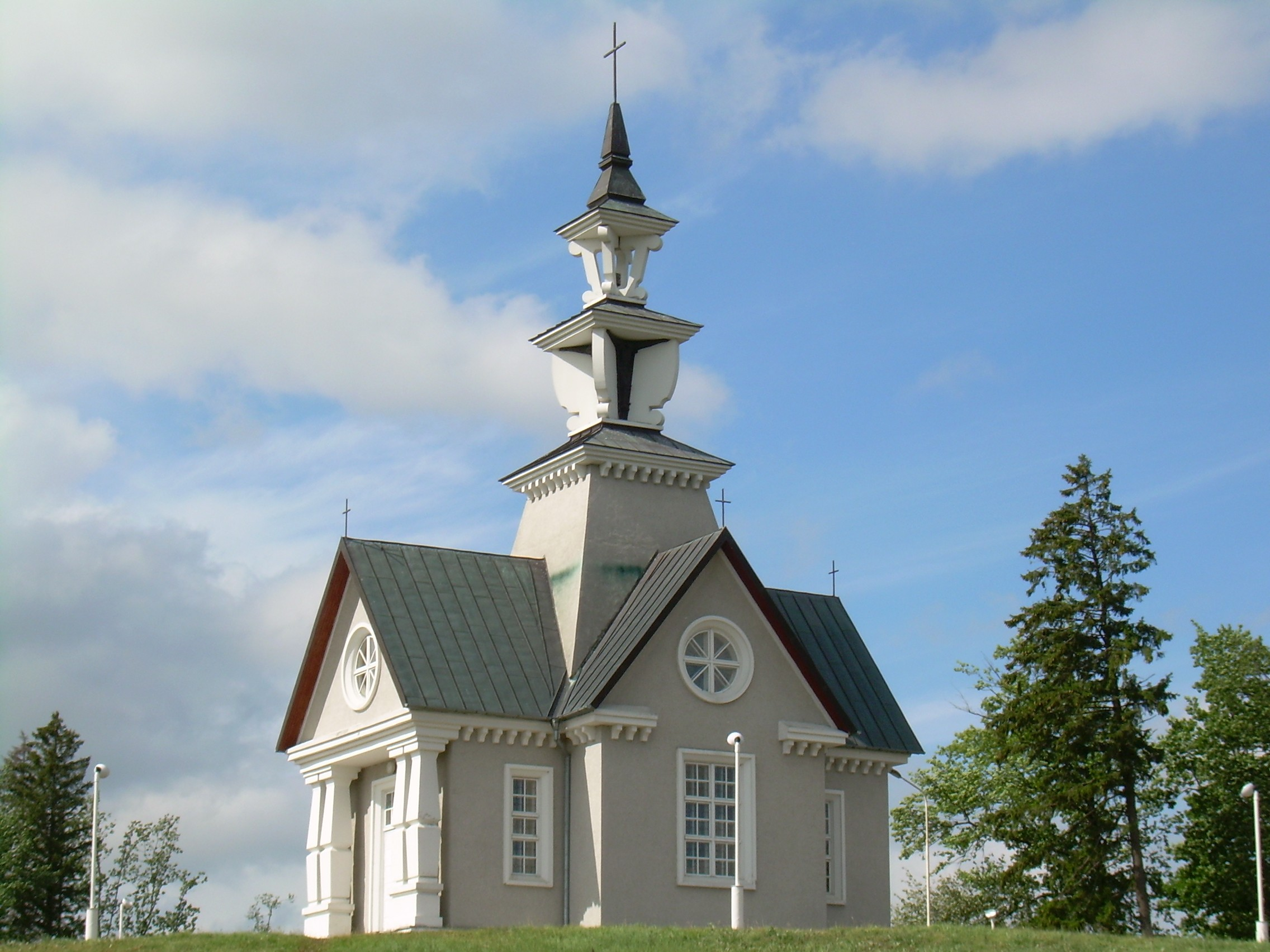
Kaplica w lesie Rainiai

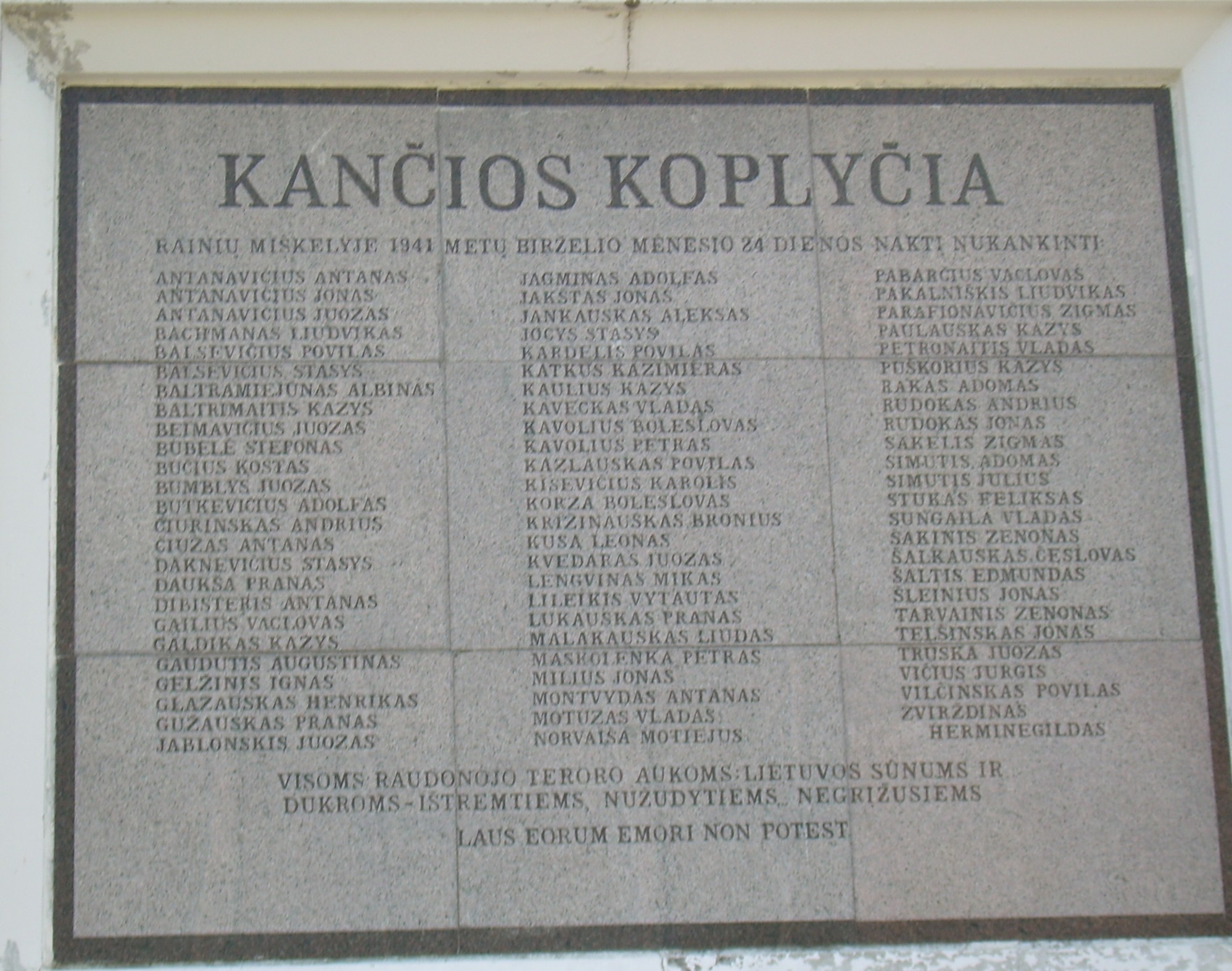
Tablica z nazwiskami zidentyfikowanych ofiar, zawieszona na tyłach kaplicy

W momencie wybuchu wojny w więzieniu w Telszach przetrzymywano 162 osoby, z czego osiemdziesiąt dwie wciąż znajdowały się w śledztwie. 23 czerwca Luftwaffe po raz pierwszy zbombardowała miasto. Naloty wywołały panikę wśród przedstawicieli sowieckiego aparatu okupacyjnego, którzy przystąpili do pośpiesznej „ewakuacji”. Strażnicy więzienni, w większości Litwini, pozostali jednak na miejscu, sumiennie pilnując pozostawionych w celach więźniów.
Nie jest jasne, czy Sowieci rozpatrywali na poważnie możliwość ewakuacji więźniów. Niespełna trzy miesiące po masakrze przewodniczący miejskiego komitetu wykonawczego w Telszach, Domas Rocius, sporządził pisemne wyjaśnienia dla I sekretarza Komunistycznej Partii Litwy Antanasa Sniečkusa, w których utrzymywał, że miejscowe władze zamierzały ewakuować więzienie, lecz nie były w stanie zrealizować swoich zamierzeń z powodu braku środków transportu i odpowiedniej liczby strażników. Z kolei szef placówki NKGB w Telszach, Petras Raslanas (Piotr Rasłan), wyjaśniał Sniečkusowi, że ewakuacja była możliwa, lecz szef miejscowego urzędu NKWD M.J. Taurinskas, któremu formalnie podlegało więzienie, nie był zainteresowany takim rozwiązaniem. Raslanas twierdził, że zwrócił się do miejscowego prokuratora i przewodniczącego trybunału o pisemne wytyczne w sprawie postępowania z więźniami, lecz ci odmówili ich wydania. Po ucieczce z miasta cała trójka spotkała się ponownie w lesie nieopodal Tryszek. Przeprowadzono tam naradę, w konkluzji której uznano, iż „zbrodnią byłoby pozostawić w celach ponad 70 kontrrewolucjonistów, którzy mogliby wystąpić przeciwko Armii Czerwonej”.
Rankiem 24 czerwca więzienie obsadził oddział Armii Czerwonej. Tego samego wieczora do Telszy powrócili Rocius i Raslanas. Przeprowadzono selekcję więźniów, w której wyniku 74 osoby przeznaczono do rozstrzelania. Do skazańców dołączono jeszcze dwóch czerwonoarmistów oskarżonych o niesubordynację. Wszystkich zgromadzono w osobnych celach. Jednocześnie zwiększono środki bezpieczeństwa, m.in. zakazując ruchu na ulicy przylegającej do gmachu więzienia.
Prawdopodobnie Sowieci początkowo zamierzali zamordować więźniów na terenie więzienia. Ostatecznie na miejsce egzekucji wybrano jednak las Rainiai leżący w odległości około czterech kilometrów od Telszy, a właściwie jego skraj przylegający do drogi prowadzącej na Łukniki. Grupę żołnierzy i najbardziej zaufanych strażników wysłano, aby pogłębili znajdujące się tam okopy, które miały posłużyć jako masowe groby.
W nocy z 24 na 25 czerwca więźniów zaczęto pojedynczo wyprowadzać z cel i prowadzić do pomieszczenia, w którym uprzednio urzędowało kierownictwo więzienia. Obradował tam samozwańczy „trybunał”, w którego skład wchodzili: Rocius, Raslanas i jego zastępca lejtnant Żdanow, komisarz batalionowy Kompanijec, a także zastępca szefa NKGB w Kretyndze – lejtnant bezpieczeństwa państwowego Jermołajew. Po błyskawicznym przesłuchaniu każdemu z więźniów oznajmiano, że został skazany na śmierć, po czym kneblowano mu usta i wiązano ręce. Następnie ofiary ładowano do podstawionych pod gmach samochodów ciężarowych. Tam rozkazywano im położyć się na pace; opornych bito. Więźniów kryminalnych pozostawiono w celach.
25 czerwca około godziny 1:30 w nocy ciężarówki ze skazańcami odjechały w kierunku lasu Rainiai. Trzech skazańców usiłowało uciec, zostali jednak zastrzeleni i pogrzebani nieopodal wsi Džiuginėnai. Pozostałych zamordowano w lesie i pogrzebano w czterech masowych mogiłach. Trudno jest odtworzyć przebieg zbrodni, gdyż nie ocalał żaden z więźniów wywiezionych na egzekucję. Z cytowanych już wyjaśnień Rociusa wynika, że w egzekucji uczestniczyli m.in. Raslanas, agent Gałkin i strażnik Pocevičius. Świadkowie ekshumacji twierdzili, że większość ofiar została zakłuta bagnetami lub zabita uderzeniami tępego narzędzia. Wiele zwłok nosić miało ślady okrutnych tortur (odcięte uszy i genitalia, wyłupione oczy). Niektórzy świadkowie utrzymywali nawet, że ofiarom wkładano ręce do kotłów z wrzątkiem i wbijano gwoździe w czaszki.
W litewskim piśmie, które było wydawane pod niemiecką okupacją, podano później – powołując się na sowieckie dokumenty znalezione jakoby w więzieniu – że wśród ofiar przeważali rolnicy, robotnicy i inteligenci z okolic Telszy i Kretyngi. Znajdować miało się wśród nich dwudziestu trzech rolników, trzynastu pracowników umysłowych, dwunastu uczniów, czterech robotników, czterech drobnych kupców, czterech byłych policjantów, trzech nauczycieli, trzech rzemieślników, a także student, adwokat, notariusz, dziennikarz i właściciel ziemski.

## Późniejsze wydarzenia
25 czerwca około godziny 10:00 rano Sowieci ostatecznie ewakuowali się z Telszy. Trzy dni później w lesie Rainiai odnaleziono zbiorowe groby kryjące zwłoki zamordowanych więźniów. Zostały one ekshumowane, przy czym 46 zwłok nie udało się zidentyfikować. Ofiary masakry uroczyście pogrzebano 3 lipca we wspólnej mogile na cmentarzu katolickim w Telszach.
Podobnie jak w przypadku wielu innych masakr więziennych NKWD, winą za zbrodnię w Rainiai obarczono ludność żydowską, którą zgodnie ze stereotypem „żydokomuny” utożsamiano w całości z systemem sowieckim i stosowaną przezeń polityką terroru. Na miejsce egzekucji przez kilka dni sprowadzano Żydów z Telszy, których następnie zmuszano, by gołymi rękami rozkopywali mogiły, całowali zwłoki zamordowanych, pili wodę wykorzystaną do ich umycia, kładli się obok nich w trumnach. Opornych mordowano. W czasie pogrzebu ofiar grupę Żydów zgromadzono nieopodal cmentarza, pozwalając uczestnikom ceremonii, by ich opluwali i policzkowali. W lipcu 1941 roku w lesie Rainiai kolaborujący z Niemcami litewscy nacjonaliści zamordowali około 700 telszańskich Żydów.
Po odzyskaniu przez Litwę niepodległości w miejscu masakry wzniesiono okazałą kaplicę, ozdobioną freskami namalowanymi przez Antanasa Kmieliauskasa.

## Losy sprawców
Dwaj funkcjonariusze współodpowiedzialni za masakrę w Rainiai, sekretarz Rocius i komisarz Kompanijec, zginęli w czasie wojny. Petras Raslanas kontynuował natomiast karierę w sowieckim aparacie bezpieczeństwa. Po rozpadzie ZSRR sąd niepodległej Litwy skazał go zaocznie na karę dożywotniego więzienia, jednakże Rosja, której był obywatelem, odmówiła jego ekstradycji.
Litwa wystąpiła także o ekstradycję Nachmana Duszańskiego, funkcjonariusza NKWD pochodzenia żydowskiego, którego oskarżono, że brał udział w masakrze w Rainiai oraz uczestniczył w represjach wobec ludności litewskiej po ponownym zajęciu kraju przez Armię Czerwoną w 1944 roku. Duszański wyemigrował do Izraela w 1989 roku. Zaprzeczał, iż mordował więźniów w Rainiai, twierdząc, że przebywał wtedy poza terytorium Litwy. Ostatecznie władze Izraela odmówiły jego ekstradycji, uznając, że wysuwane pod jego adresem oskarżenia są motywowane antysemityzmem.